# Sonia Sanchez
Sonia Sanchez, nascida Wilsonia Benita Driver (Birmingham, 9 de setembro de 1934), é uma poetisa afro-americana mais frequentemente associada ao Movimento de Artes Negras. Autora de mais de doze livros de poesia, bem como contos, ensaios críticos, peças de teatro e livros infantis, Sonia influenciou a obra de outras poetisas afro-americanas, como Krista Franklin.